# Aufenthalt
Der Aufenthalt (oder Aufenthaltsort) ist als Anknüpfungspunkt im Internationalen Privatrecht und im Steuerrecht von Bedeutung. Es ist zwischen gewöhnlichem Aufenthalt und schlichtem Aufenthalt zu unterscheiden. 
Der gewöhnliche Aufenthalt geht regelmäßig einher mit einem Wohnsitz, der begründet wird in der Absicht zu bleiben (lat. animus manendi) und nicht zurückzukehren (lat. animus non revertendi), während der schlichte Aufenthalt mit letzterem verbunden ist. Der Wohnsitz ist jedoch nicht alleinige Voraussetzung dafür, einen gewöhnlichen Aufenthalt anzunehmen. Aufenthaltsnahme wird nach einem gewissen Zeitraum als gewöhnlicher Aufenthalt zu qualifizieren sein; in Deutschland sechs Monate bzw. 183 Tage, international zwischen sechs Wochen und einem Jahr.